# Nandi County
Nandi County is een county en voormalig Keniaans district. Het district telt 752.965 inwoners (2009) en heeft een bevolkingsdichtheid van 375 inw/km². Ongeveer 3,7% van de bevolking leeft onder de armoedegrens en ongeveer 50,0% van de huishoudens heeft beschikking over elektriciteit.

## Geboren
- Julis Korir (1960), atleet
- Moses Tanui (1965), atleet
- Robert Kipkoech Cheruiyot (1978), atleet
- Priscah Jepleting Cherono (1980), atlete
- Abraham Kiptum (1989), atleet